# فریتس مورف
فریتس مورف (آلمانی: Fritz Morf; ۲۹ ژانویهٔ ۱۹۲۸ – ۳۰ ژوئن ۲۰۱۱) بازیکن فوتبال اهل سوئیس بود.
وی همچنین در تیم ملی فوتبال سوئیس بازی کرده‌است.